# Fed Cup 2017 Wereldgroep I
De Fed Cup 2017 Wereldgroep I is het hoogste niveau van de Fed Cup 2017.

## Deelnemers
Acht landen namen deel aan Wereldgroep I:
| geplaatst | geplaatst | geplaatst | ongeplaatst (geloot) | ongeplaatst (geloot)                                                                          |
| nr.       | land      | speelsters | land                 | speelsters                                                                                    |
| --------- | --------- | --- | -------------------- | --------------------------------------------------------------------------------------------- |
| 1.        | Tsjechië  | Denisa Allertová Karolína Plíšková Kristýna Plíšková Lucie Šafářová Kateřina Siniaková Barbora Strýcová Markéta Vondroušová | Spanje               | Lara Arruabarrena María José Martínez Sánchez Garbiñe Muguruza Sara Sorribes Tormo            |
| 2.        | Frankrijk | Alizé Cornet Amandine Hesse Kristina Mladenovic Pauline Parmentier                                                          | Zwitserland          | Timea Bacsinszky Belinda Bencic Viktorija Golubic Martina Hingis                              |
| 3.        | Duitsland | Julia Görges Andrea Petković Laura Siegemund Carina Witthöft                                                                | Verenigde Staten     | Lauren Davis Bethanie Mattek-Sands Alison Riske Shelby Rogers Sloane Stephens Coco Vandeweghe |
| 4.        | Nederland | Kiki Bertens Cindy Burger Michaëlla Krajicek Arantxa Rus                                                                    | Wit-Rusland          | Volha Havartsova Vera Lapko Lidzija Marozava Aryna Sabalenka Aljaksandra Sasnovitsj           |

## Reglement
Het ITF Fed Cup comité bepaalt welke vier landen geplaatst worden. De winnaar van vorig jaar wordt het eerste reekshoofd; de finaleverliezer het tweede. Het derde en het vierde reekshoofd worden vastgesteld aan de hand van de ITF Fed Cup Nations Ranking. De tegenstanders van de geplaatste landen worden door loting bepaald. Welk land thuis speelt, hangt af van hun vorige ontmoeting (om de andere), dan wel wordt door loting bepaald als zij niet eerder tegen elkaar speelden. Een landenwedstrijd bestaat uit (maximaal) vijf "rubbers": vier enkelspelpartijen en een dubbelspelpartij. Het land dat drie "rubbers" wint, is de winnaar van de landenwedstrijd.
De vier landen die in de eerste ronde winnen, strijden via een halve finale en de finale om de titel.
De vier landen die in de eerste ronde verliezen, krijgen een kans om zich te behoeden voor degradatie naar Wereldgroep II. Zij doen dat door deel te nemen aan de Wereldgroep I play-offs.

## Toernooischema
|  | eerste ronde 11 en 12 februari | eerste ronde 11 en 12 februari |                           |   | halve finale 22 en 23 april | halve finale 22 en 23 april |  |  | finale 11 en 12 november | finale 11 en 12 november |
|  |                                |                                |                           |   |                             |                             |  |  |                          |                          |
|  |                                |                                |                           |   |                             |                             |  |  |                          |                          |
|  | Minsk (hardcourt, binnen)      |                                |                           |   |                             |                             |  |  |                          |                          |
|  |                                |                                |                           |   |                             |                             |  |  |                          |                          |
|  | Wit-Rusland                    | 4                              |                           |   |                             |                             |  |  |                          |                          |
|  | Wit-Rusland                    | 4                              | Minsk (hardcourt, binnen) |   |                             |                             |  |  |                          |                          |
|  | Nederland (4)                  | 1                              |                           |   |                             |                             |  |  |                          |                          |
|  | Nederland (4)                  | 1                              | Wit-Rusland               | 3 |                             |                             |  |  |                          |                          |
|  | Genève (hardcourt, binnen)     |                                | Wit-Rusland               | 3 |                             |                             |  |  |                          |                          |
|  |                                | Zwitserland                    | 2                         |   |                             |                             |  |  |                          |                          |
|  | Zwitserland                    | Zwitserland                    | 2                         | 4 |                             |                             |  |  |                          |                          |
|  | Zwitserland                    |                                | Minsk (hardcourt, binnen) | 4 |                             |                             |  |  |                          |                          |
|  | Frankrijk (2)                  | 1                              |                           |   |                             |                             |  |  |                          |                          |
|  | Frankrijk (2)                  | 1                              | Wit-Rusland               | 2 |                             |                             |  |  |                          |                          |
|  | Maui (hardcourt, buiten)       |                                | Wit-Rusland               | 2 |                             |                             |  |  |                          |                          |
|  |                                | Verenigde Staten               | 3                         |   |                             |                             |  |  |                          |                          |
|  | Verenigde Staten               | Verenigde Staten               | 3                         | 4 |                             |                             |  |  |                          |                          |
|  | Verenigde Staten               | Wesley Chapel (gravel, buiten) |                           | 4 |                             |                             |  |  |                          |                          |
|  | Duitsland (3)                  | 0                              |                           |   |                             |                             |  |  |                          |                          |
|  | Duitsland (3)                  | 0                              | Verenigde Staten          | 3 |                             |                             |  |  |                          |                          |
|  | Ostrava (hardcourt, binnen)    |                                | Verenigde Staten          | 3 |                             |                             |  |  |                          |                          |
|  |                                | Tsjechië (1)                   | 2                         |   |                             |                             |  |  |                          |                          |
|  | Tsjechië (1)                   | Tsjechië (1)                   | 2                         | 3 |                             |                             |  |  |                          |                          |
|  | Tsjechië (1)                   |                                |                           | 3 |                             |                             |  |  |                          |                          |
|  | Spanje                         | 2                              |                           |   |                             |                             |  |  |                          |                          |
|  | Spanje                         | 2                              |                           |   |                             |                             |  |  |                          |                          |

Eerstgenoemd team speelde thuis.

### Resultaat
- Het toernooi werd gewonnen door de Verenigde Staten, dat in de finale Wit-Rusland versloeg met 3–2. Coco Vandeweghe won haar beide enkelspelpartijen; haar collega Sloane Stephens verloor haar beide partijen. Voor de beslissende dubbelspelpartijen werd te elfder ure Vandeweghe ingezet in plaats van Alison Riske. Het Wit-Russische team ging zelfs aan hun beide dubbelspeelsters, Vera Lapko en Lidzija Marozava, voorbij – de beslissende partij werd gespeeld door Aryna Sabalenka en Aljaksandra Sasnovitsj, die ieder één winst en één verlies in het enkelspel hadden bijgedragen. Deze vijfde rubber werd door de Amerikaanse dames gewonnen met 6–3 en 7–6.
- Tsjechië, de Verenigde Staten, Wit-Rusland en Zwitserland mogen ook het volgend jaar meedoen met Wereldgroep I.
- Duitsland, Frankrijk, Nederland en Spanje gingen naar de Wereldgroep I play-offs.